# Spirobarbital
Spirobarbital – organiczny związek chemiczny z grupy barbituranów, stosowany jako środek o działaniu nasennym.
Został wynaleziony w latach 40. XX wieku przez Eli Lilly and Company.